# HD ferries

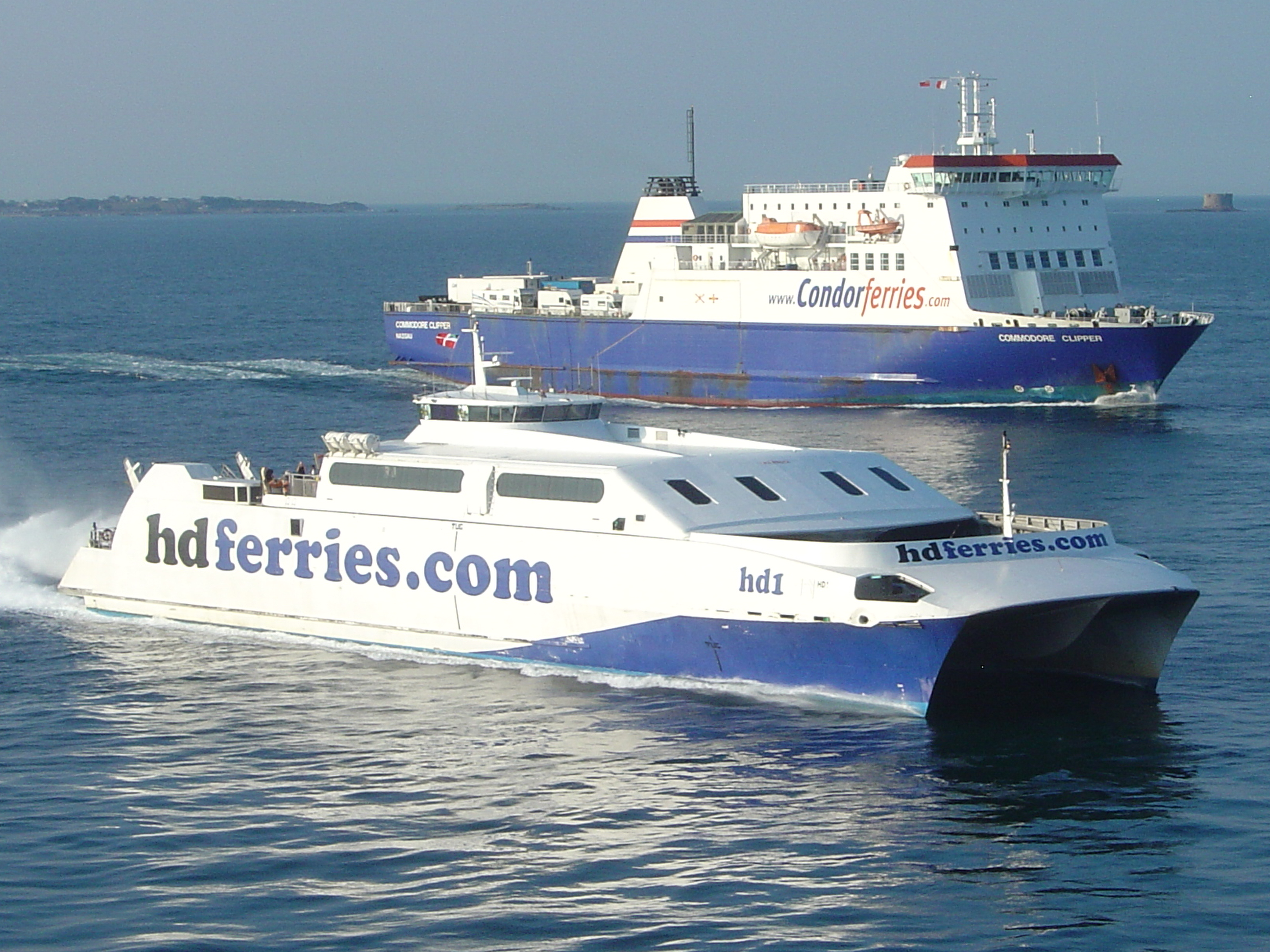
Au premier plan, un ferry de la compagnie.

HD ferries est une compagnie de droit britannique créée en 2007.

## Historique
En 2006, la compagnie Emeraude lines arrêtait définitivement toute liaison entre Saint-Malo et les îles Anglo-Normandes. En mars 2007, le groupe britannique "2Morrow" créait une compagnie nouvelle, baptisée HD ferries par ses fondateurs, ouvre une ligne de Saint-Malo à Guernesey via Jersey, après avoir affrété un navire, le HD1, ex AT ferries.
Alors que les prix proposés ont permis un grand développement, la compagnie a décidé de prolonger dès août 2007 ses liaisons jusqu'à Cherbourg.
Le 3 septembre 2008, la compagnie annonce suspension de ses liaisons entre la France et les îles anglo-normandes à partir du dimanche 7 septembre, en raison (selon la direction) « du coût très élevé du carburant et de la mauvaise conjoncture économique ». Les traversées devraient reprendre au printemps 2009,,.
La desserte est reprise par la société AFerry 2morrow Court Appleford Road Sutton Courtenay Oxfordshire OX14 4FH. 